# Wessel Islands
Wessel Islands är en ögrupp i Australien. Den ligger i delstaten Northern Territory, i den norra delen av landet, 2 900 km norr om huvudstaden Canberra.
Trakten runt Wessel Islands består i huvudsak av gräsmarker. Savannklimat råder i trakten. Årsmedeltemperaturen i trakten är 25 °C. Den varmaste månaden är november, då medeltemperaturen är 28 °C, och den kallaste är juni, med 22 °C. Genomsnittlig årsnederbörd är 1 293 millimeter. Den regnigaste månaden är mars, med i genomsnitt 357 mm nederbörd, och den torraste är september, med 3 mm nederbörd.